# Гай Лициний Вар
Гай Лициний Вар (на латински: Caius Licinus Varus) e политик на Римската република през 3 век пр.н.е.
През 236 пр.н.е. Лициний е избран за консул заедно с Публий Корнелий Лентул Кавдин. Той се бие в Корсика.